# Gruppo dei Tredici

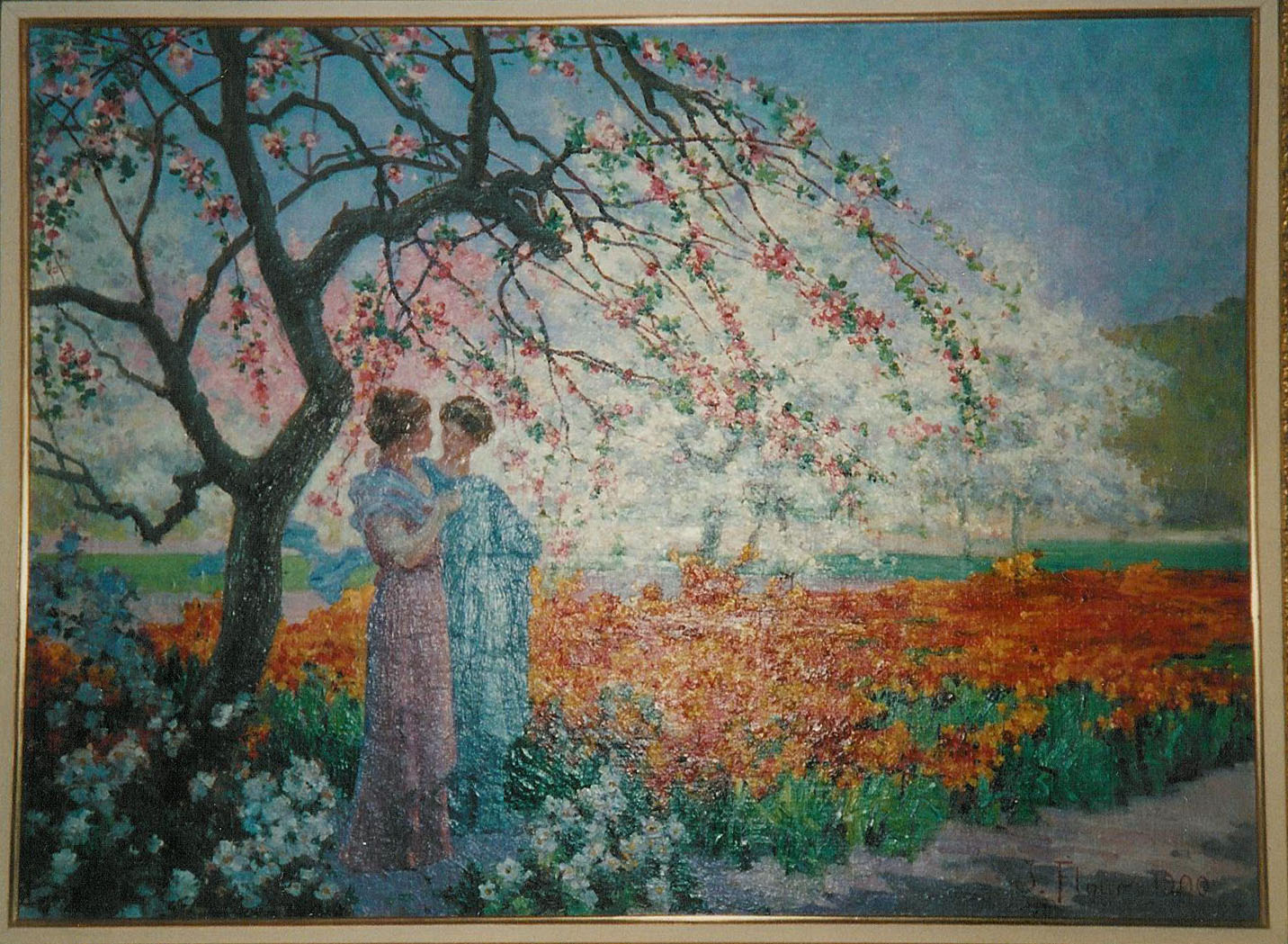
Opera di Jules Flour

Il Gruppo dei Tredici è stato un gruppo di pittori provenzali, per lo più avignonesi, formato e diretto nel 1912 da Clément Brun, che si distaccò dalla "Società Valchiusana degli Amici dell'Arte", a seguito della decisione adottata dalla Società stessa - allora diretta da Charles Formentin - di riservare una esposizione di pittura ai pittori paesaggisti locali,  escludendo gli scultori, gli incisori e gli architetti pur residenti e appartenenti al Dipartimento di Valchiusa, così come tutti gli artisti dei Dipartimenti limitrofi.  
Appartennero al gruppo i pittori:
- Clément Brun
- Pierre Alexandre Balladen
- Alfred Bergier
- Lina Bill - (nome d'arte di Louis Bonnot)
- Léon Colombier
- Claude Firmin
- Jules Flour
- Joseph Hurard
- Alfred Lesbros (pron. " Lebrò ")
- Joseph Meissonnier
- Louis Agricole Montagné

e gli scultori:

- Jean-Pierre Gras
- Paul Gaston Déprez

Il gruppo organizzò una mostra il 21 dicembre 1912, che riscosse un lusinghiero successo . Ad essa seguì una seconda manifestazione il 18 dicembre dell'anno seguente.  Questa però fu anche l'ultima.